# Butembo
Butembo es una ciudad del nordeste de la República Democrática del Congo, situada al oeste del Parque nacional Virunga en la provincia de Kivu del Norte. Es una de las ciudades comerciales más importantes de la República Democrática de Congo. 

## Características
Está situada casi al ecuador, pero como esta en la cordillera del Rwenzori, a unos 1700 m s. n. m. de altitud tiene un clima fresco parecido al clima alpino durante el verano. Caluroso durante el día pero fresco durante la noche y al amanecer. Posee un aeropuerto, hospital y catedral, además de campos de té y café. En 2009 su población se estimaba en 700.000 habitantes.